# Палас Микола Дмитрович

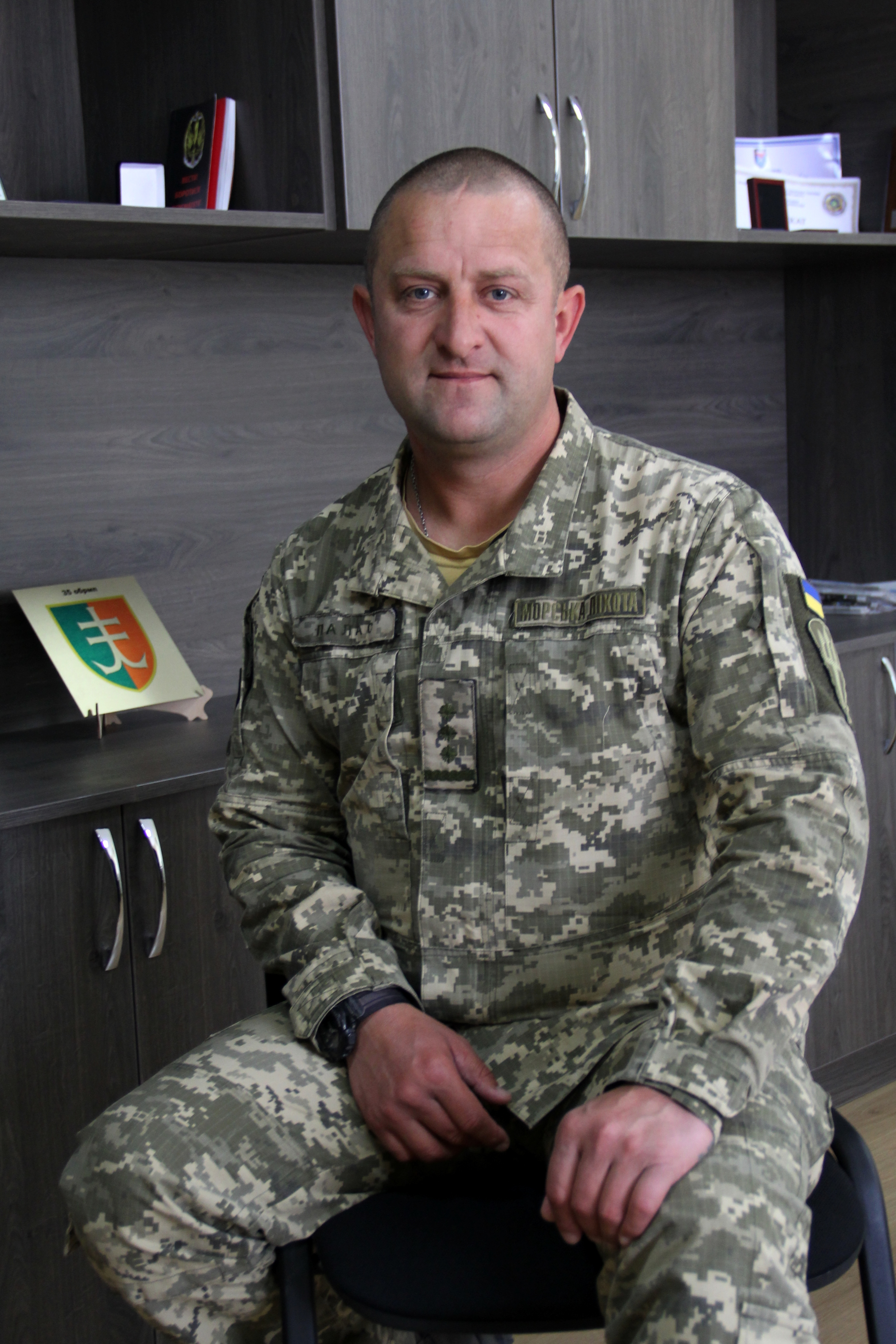
бригадний генерал Микола Палас

Мико́ла Дми́трович Палас (нар. 26 травня 1980, с. Дмитрівка Одеської області) — бригадний генерал Збройних сил України, учасник війни на сході України. Герой України.

## Життєпис
Народився 26 травня 1980 року у селі Дмитрівка Болградського району Одеської області, національність — гагауз. Виховувався у багатодітній родині вчителів, має ще чотирьох братів, троє з яких так само служать в українській армії .
Закінчив Одеський інститут сухопутних військ.

### Російсько-українська війна
13 лютого 2014 року за планом бойової підготовки розвідувальний загін 25-ї окремої повітрянодесантної бригади під керівництвом підполковника Паласа відбув з пункту постійної дислокації на полігон «Ангарський» поблизу с. Перевального АР Крим для проведення табірного збору, який планувалось закінчити 2 березня 2014 року. Після початку російського вторгнення до Криму в кінці лютого, рота виявилася заблокованою разом з військовослужбовцями 36-ї бригади берегової оборони. Коли російські десантники з'ясували, що, окрім морських піхотинців, частину охороняють і дніпропетровські десантники, висунули ультиматум: скласти зброю або чекати негайного штурму. Підполковник Микола Палас відповів російським загарбникам, що у військових достатньо вогневих засобів та для відбиття атаки: «Якщо наш подальший опір буде неможливим, то ми підірвемо техніку, себе і вас»; більше із пропозицією здатися не зверталися. Так звучить одна з версій.
Згідно з іншою — невідомо, коли і як дніпропетровські десантники з'явилися в Перевальному. Однак існує ствердження, що вони прибули до Криму з повним боєкомплектом, готові до силового придушення «сепаратистів».

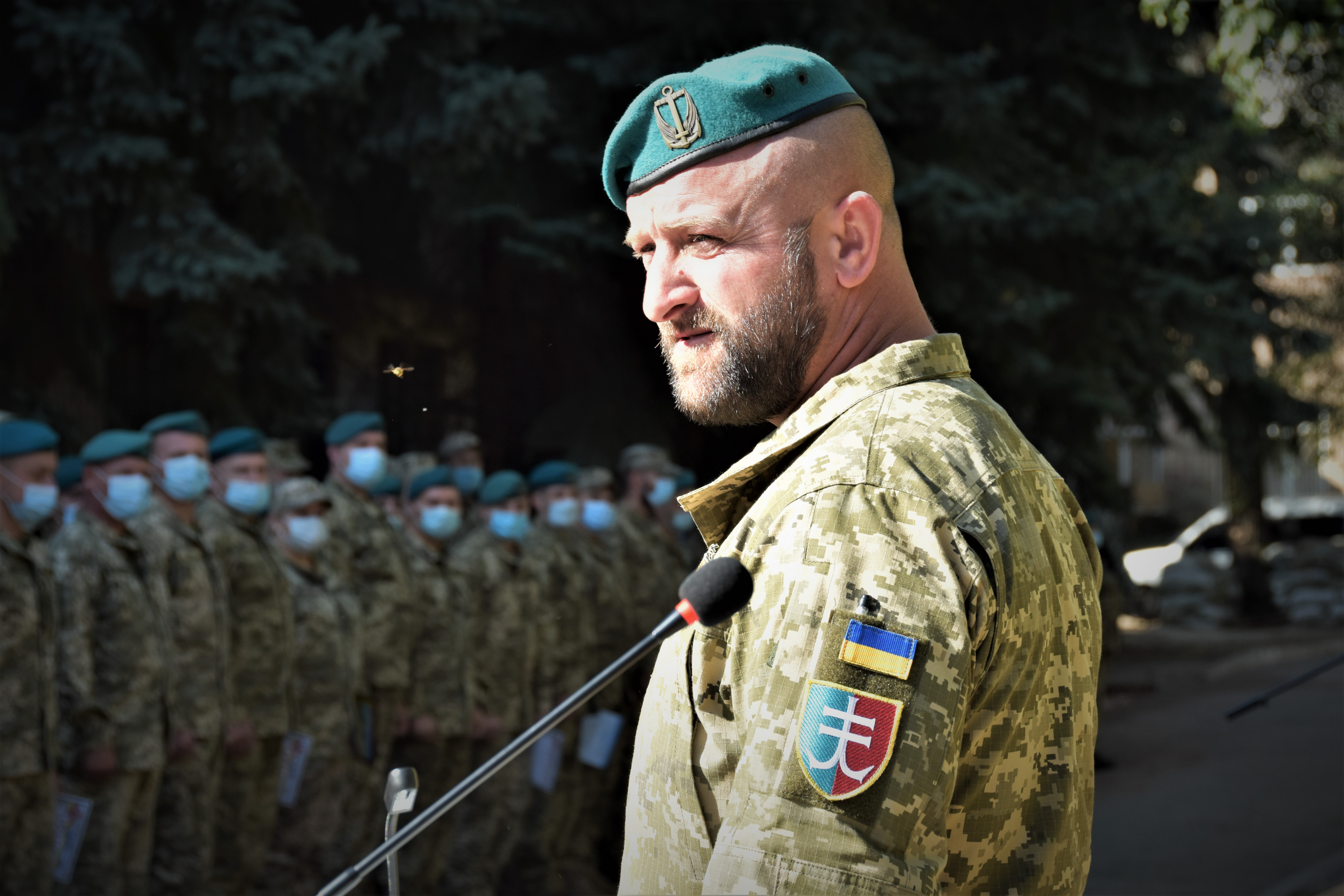

У 2018 році призначений командиром новосформованої 35-ї окремої бригади морської піхоти. До цього обіймав посаду заступника командира 25-ї окремої повітрянодесантної бригади, служив в бригаді протягом 17-ти років .
У 2019 році «прокуратура» «Донецької Народної Республіки» порушила кримінальну справу проти Миколи Паласа за «Вчинення терористичного акту».
В 2021 році передав командування 35-ю окремої бригади морської піхоти полковнику Юрію Андрієнку .

## Сім'я
Одружений, виховує трьох дітей.

## Нагороди
- Звання Герой України з врученням ордена «Золота Зірка» (18 травня 2023) — за особисту мужність і героїзм, виявлені у захисті державного суверенітету та територіальної цілісності України, самовіддане служіння Українському народові[8][9]
- Орден Богдана Хмельницького I ст. (24 травня 2022) — за особисту мужність і самовіддані дії, виявлені у захисті державного суверенітету та територіальної цілісності України, вірність військовій присязі[10].
- Орден Богдана Хмельницького II ст. (21 травня 2021) — за особисту мужність, самовіддані дії, виявлені у захисті державного суверенітету і територіальної цілісності України, зразкове виконання військового обов'язку та з нагоди Дня морської піхоти України[11]
- Орден Богдана Хмельницького III ст. (3 липня 2015) — за особисту мужність і високий професіоналізм, виявлені у захисті державного суверенітету та територіальної цілісності України, вірність військовій присязі[12]
- Орден «За мужність» ІІІ ст. (19 липня 2014) — за особисту мужність і героїзм, виявлені у захисті державного суверенітету та територіальної цілісності України[13]